# 予防外交
予防外交（よぼうがいこう、英語: Preventive Diplomacy）とは、紛争予防のための非強制的な活動を言う。

## 概要
冷戦終結に伴って世界各地でしばしば内戦が勃発するようになり、新しい国際社会の課題として注目されるようになった。予防外交とはこのような時代を背景として考案された概念であり、あらゆる主体によって行われる国内的または国際的な紛争の発生や拡大を未然に防ぐための非強制的な行動を意味する。
つまり国家だけではなく国連などの国際機構や、NGO、地域機構などが主体となり、制裁などの強制的な手段を含まない信頼助成措置(CBM)、事実調査、早期警報、予防展開、非武装地帯の設定などの手段によって、紛争当事者の合意に基づいて紛争地域の平和形成に取り組む具体的な行動である。これらには軍事的な手段が含まれており、軍事力の使用を辞さないという明確な意思表示があることが予防外交にも必要である。
これは1992年に国連総会においてブトロス・ブトロス＝ガーリ国連事務総長の報告によって、紛争予防の方向性が示されたことに始まる。この中の具体的な平和的紛争解決手段として予防外交だけでなく平和創造、平和維持、平和強制、平和構築などが示された。こうした紛争予防への貢献は21世紀における国際平和政策の取り組みの中で大きな課題とされつつある。

## 課題
予防外交の最終的な目標は世界平和であるものの、その理論と実践についてはいくつかの批判や疑問が出てくる。
そもそも予防外交は前提として平和を最重要の価値と定めている。これは思想的には平和主義であり、正戦論の立場や現実主義の立場に立てば戦争が必ずしも排除すべきものではなく、むしろ推奨すべき武力行使も考えられる。紛争当事者にとって平和が常に普遍的で絶対的な価値であるわけではなく、だからこそ武力行使に踏み切るものだと考えることができる。具体的には国連決議では民族自決の原則に基づいて植民地からの独立を容認したが、このような場合では戦争は正当化することができる。こういった戦争と平和の正義や理念をめぐる問題は政治的にも解決が困難である。
また予防外交は実行の際に国家の主権をどれほど尊重するべきなのかという問題もある。予防外交では平和構築などの際には国内に国際機構や外国が介入しうる。しかし国家には主権があり、その領域内において排他的な支配権が尊重される。仮に紛争当事者が国外の一切の介入を拒否すれば予防外交は主権を侵害する行為に他ならない。そうなれば予防外交の実施はきわめて困難である。
さらに予防外交は評価が非常に困難である。予防外交は成功したとしても、具体的に予防外交と武力紛争の防止の因果関係を実証することが難しい。武力紛争が発生しなければ予防外交が仮になくとも紛争は防ぐことができたのではないかと判断できる。また予防外交が失敗すれば予防外交は武力紛争を予防することなど不可能ではないのかと判断できる。このような社会科学的な因果関係の複雑さが予防外交の評価の難しさに現れている。